# Keita Fujimura
Keita Fujimura (jap. 藤村 慶太 Fujimura Keita; ur. 2 września 1993) – japoński piłkarz występujący na pozycji pomocnika. Obecnie występuje w Vegalta Sendai.

## Kariera klubowa
Od 2012 roku występował w klubie Vegalta Sendai.